# Trapelus
Trapelus is een geslacht van hagedissen uit de familie agamen (Agamidae).

## Naam en indeling
De wetenschappelijke naam van de groep werd voor het eerst voorgesteld door Georges Cuvier in 1817. Er zijn dertien soorten, inclusief de pas in 2011 wetenschappelijk beschreven soort Trapelus boehmei. Veel soorten behoorden vroeger tot het geslacht van de echte agamen (Agama).

## Verspreiding en habitat
Alle soorten komen voor in grote delen van noordelijk Afrika, het Arabisch Schiereiland en westelijk Azië. De soorten zijn aangetroffen in de landen Afghanistan, Algerije, Azerbeidzjan, China, Egypte (land), India, Irak, Iran, Israël, Jordanië, Kazachstan, Kirgizië, Libië, Mali, Marokko, Mauritanië, Oezbekistan, Oman, Pakistan, Saoedi-Arabië, Soedan, Syrië, Qatar, Rusland, Tadzjikistan, Tsjaad, Tunesië, Turkmenistan, Verenigde Arabische Emiraten en Westelijke Sahara.
De habitat bestaat bij de meeste soorten uit warme, woestijnachtige streken. Veel soorten komen voor in gebieden met weinig hoge begroeiing, zoals scrubland. Ook in rotsige omgevingen zoals kliffen en in graslanden worden de agamen gevonden.

## Beschermingsstatus
Door de internationale natuurbeschermingsorganisatie IUCN is aan negen soorten een beschermingsstatus toegewezen. Zes soorten worden als 'veilig' beschouwd (Least Concern of LC) en twee soorten als 'onzeker' (Data Deficient of DD). De soort Trapelus savignii ten slotte wordt als 'kwetsbaar' (Vulnerable of VU) gezien.

## Soorten
Het geslacht omvat de volgende soorten, met de auteur en het verspreidingsgebied.
| Naam                    | Auteur                                  | Verspreidingsgebied |
| ----------------------- | --------------------------------------- | --- |
| Trapelus agilis         | Olivier, 1807                           | Iran, Pakistan, India, Turkmenistan, Tadzjikistan, Oezbekistan, Kazachstan, China, Irak, Afghanistan, mogelijk in Rusland          |
| Trapelus agnetae        | Werner, 1929                            | Jordanië, mogelijk in Irak en Israël                                                                                               |
| Trapelus boehmei        | Wagner, Melville, Wilms & Schmitz, 2011 | Marokko, Mauritanië, Algerije |
| Trapelus flavimaculatus | Rüppell, 1835                           | Saoedi-Arabië, Oman, Verenigde Arabische Emiraten, Qatar                                                                           |
| Trapelus jayakari       | Anderson, 1896                          | Saoedi-Arabië |
| Trapelus megalonyx      | Günther, 1864                           | Pakistan, Afghanistan, Iran, India                                                                                                 |
| Trapelus mutabilis      | Merrem, 1820                            | Marokko, Mauritanië, Westelijke Sahara, Algerije, Tunesië, Libië, Egypte (land), Mali, Irak, Tsjaad, Saoedi-Arabië, Soedan, Israël |
| Trapelus rubrigularis   | Blanford, 1875]                         | Pakistan |
| Trapelus ruderatus      | Olivier, 1804                           | Rusland, Azerbeidzjan, Syrië, Libanon, Jordanië, Saoedi-Arabië, Irak, Iran, Pakistan                                               |
| Trapelus sanguinolentus | Pallas, 1814                            | Rusland, Kazachstan, Kirgizië, Tadzjikistan, Iran, Afghanistan, China, Turkmenistan                                                |
| Trapelus savignii       | Duméril & Bibron, 1837                  | Egypte (land), Israël |
| Trapelus schmitzi       | Wagner & Böhme, 2006                    | Tsjaad, Algerije |
| Trapelus tournevillei   | Lataste, 1880                           | Algerije, Tunesië |